# عاشق چه کسی هستی؟
عاشق چه کسی هستی؟ فیلمی ساخته شده در سال ۲۰۰۸میلادی است که بر اساس ترانه‌ای به همین نام، نام گذاری شده است. این فیلم، زندگینامه تهیه کننده موسیقی ای به نام لنرد چیس را روایت می‌کند. کارگردانی این فیلم بر عهده جری زکس بوده و نویسندگی آن نیز بر عهده پیتر مارتین ورتمن بوده است. نقش لنرد چیس توسط آلساندرو نیوولا ایفا شده است. ستارگانی شامل دیوید اویلوو و مادی واترز نیز در این فیلم ایفا نقش کرده‌اند.
1. ↑  Holden، Stephen (۲۰۱۰-۰۴-۰۹). «Fictional History: What It Was Like to Start Rock 'n' Roll, Sort Of» (به انگلیسی). The New York Times. شاپا 0362-4331. دریافت‌شده در ۲۰۲۳-۰۵-۰۹.